# Mylinum commutatum
Mylinum commutatum är en flockblommig växtart som beskrevs av Jean François Aimée Gottlieb Philippe Gaudin. Mylinum commutatum ingår i släktet Mylinum och familjen flockblommiga växter. Inga underarter finns listade i Catalogue of Life.